# Babette Albrecht

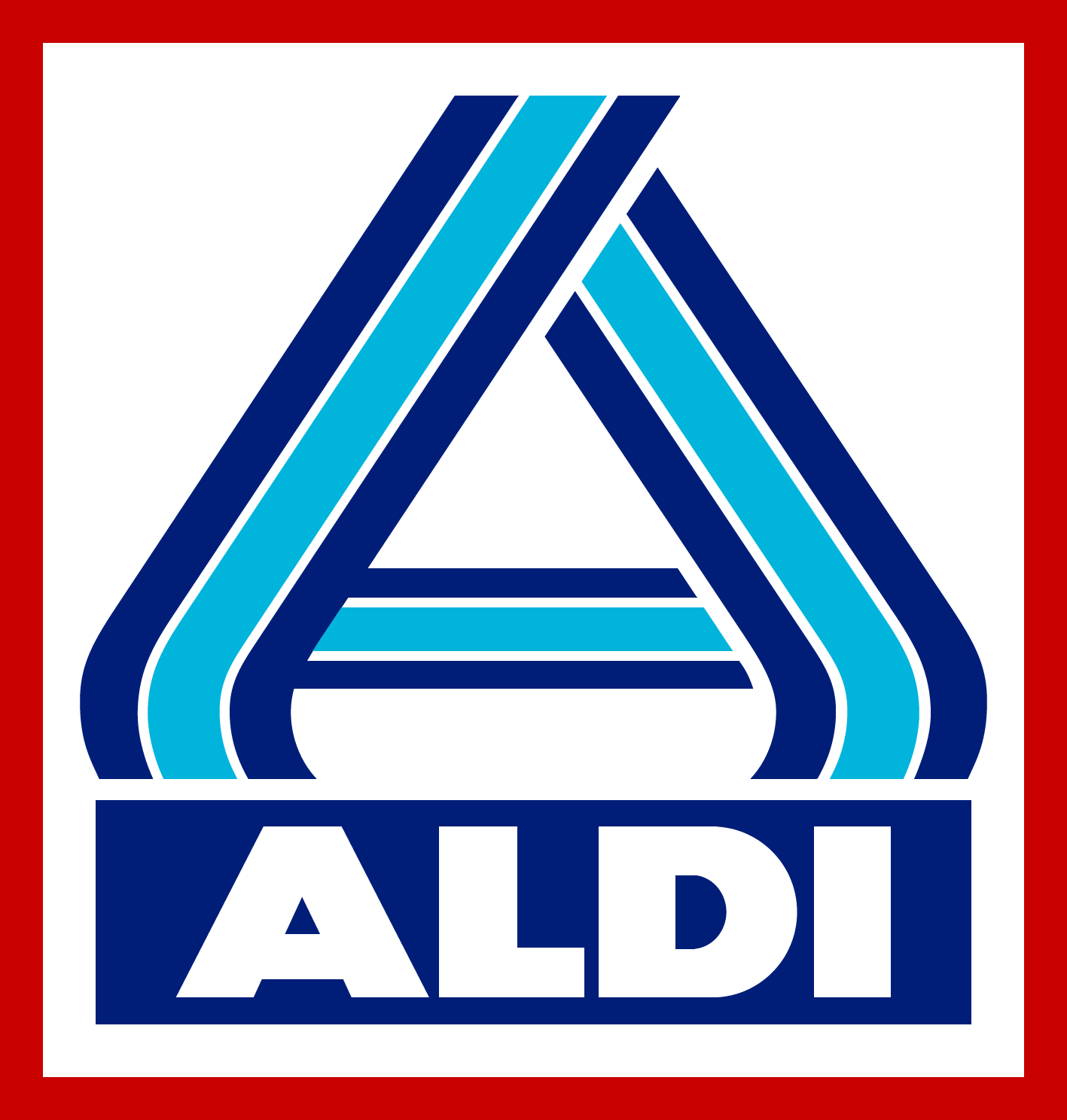
Logo von ALDI Nord

Logo von Trader Joe’s

Babette Albrecht, geborene Schönbohm (* 1959), ist eine deutsche Milliardärswitwe und Miteigentümerin der Unternehmen Aldi Nord und Trader Joe’s.

## Herkunft und Privates
Babette Albrecht besuchte das Internat Schloss Eringerfeld, wo sie die mittlere Reife erwarb. Später begann sie eine Berufsausbildung zur Arzthelferin, die sie abbrach. Mit 25 Jahren heiratete sie Berthold Albrecht (1954–2012), den Sohn des Aldi-Nord-Gründers Theo Albrecht (1922–2010). Berthold Albrecht war Vorsitzender der nicht auflösbaren Markus-Stiftung, die das Gesamtvermögen von Aldi-Nord verantwortet. Dort kümmerte er sich vorwiegend um die US-amerikanische Lebensmittel-Einzelhandelskette Trader Joe’s, die seit 1979 Teil des Aldi-Nord-Konzerns ist. Darüber hinaus gehörte ihm die Weba-Holding GmbH. Über die Jakobus-Stiftung ist Babette Albrecht mit ihren Kindern an den Unternehmen Aldi Nord und Trader Joe’s beteiligt. Berthold Albrecht zählte zu den reichsten Deutschen. In der Forbes-Liste des Jahres 2012 lag er zusammen mit seinem Bruder Theo Albrecht junior, auf Platz zwei, mit einem geschätzten Gesamtvermögen von ca. 17,8 Mrd. US-Dollar hinter ihrem Onkel Karl Albrecht.
Babette Albrecht ist Mutter von fünf Kindern, darunter 1990 geborene Vierlinge.

## Juristische Auseinandersetzungen

### B. Albrecht ./. H. Achenbach
Im Jahr 2012 wurde Babette Albrecht durch den Kunstberater Helge Achenbach finanziell geschädigt. Seit dem 11. Juni 2014 befand sich dieser in Untersuchungshaft in der Justizvollzugsanstalt Essen, nachdem Albrecht ihn im Zusammenhang mit dem Verkauf von Kunstwerken und Oldtimern wegen Betrugs durch „verdeckte Preisaufschläge“ angezeigt hatte. Achenbach habe ihrem 2012 verstorbenen Ehemann Berthold Kunstwerke und Oldtimer für etwa 120 Millionen Euro verkauft; dabei soll nach Medienberichten ein Schaden von rund 60 Millionen Euro entstanden sein. Babette Albrecht reichte beim Landgericht Düsseldorf eine zivile Schadensersatzklage über fast 20 Millionen Euro ein, die sich gegen Achenbach und dessen Firmen Achenbach Kunstberatung und State of the Art richtete. Eine Haftbeschwerde der Anwälte von Achenbach wurde durch das Landgericht Essen am 24. Juli 2014 wegen des dringenden Tatverdachts sowie Flucht- und Verdunkelungsgefahr verworfen.
Am 11. November 2014 begann die 6. Zivilkammer am Landgericht Düsseldorf mit der Verhandlung gegen Achenbach. Mit Urteil vom 20. Januar 2015 wurde er zur Zahlung von 19.360.760,70 Euro Schadensersatz an die fünf Erben von Berthold Albrecht verurteilt. Das Gericht sah es als erwiesen an, dass Achenbach anstelle der vereinbarten Provisionen unberechtigt einen Aufschlag in Höhe der verurteilten Summe in Rechnung stellte, ohne Albrecht darüber zu informieren: Kein wirtschaftlich einsichtiger Mensch und erst recht keine Unternehmerpersönlichkeit wie Berthold Albrecht hätte sich auf eine solch undurchsichtige Preisgestaltung eingelassen. Der Strafprozess gegen Achenbach mit Anklagen wegen Betrugs, Urkundenfälschung und Untreue begann am 9. Dezember 2014 vor der Großen Strafkammer des Landgericht Essen. Nach einem Geständnis Achenbachs wurde er am 16. März 2015 unter anderem wegen Betrugs in 18 Fällen zu einer Haftstrafe von sechs Jahren verurteilt.

### B. Albrecht ./. T. Albrecht junior
In einem Verfahren ging es um die Besetzung des Vorstandes der Jakobus-Stiftung. Diese hält neben der Lukas- und der Markus-Stiftung die Anteile an Aldi Nord und Trader Joe’s. Alle drei Stiftungen müssen wichtige Konzernentscheidungen einstimmig absegnen, wie etwa Investitionen in Auslandsmärkte oder Vertragsverlängerungen von Top-Managern. Berthold Albrecht hatte durch eine Satzungsänderung am 23. Dezember 2010 erwirkt, dass die Zusammensetzung des Vorstandes neu geregelt und der Einfluss der Familienangehörigen begrenzt wurde. Nach seinem Tod erfolgten weitere Satzungsänderungen, die Satzungsänderung vom 23. Dezember 2010 hielten die Erben von Berthold Albrecht für unwirksam, weil dieser nicht persönlich an der Sitzung teilgenommen hatte. Ein Vorstandsmitglied wurde abberufen. Die nunmehr vorgenommenen Änderungen und die neue Zusammensetzung des Vorstands wurden von der Stiftungsaufsicht beanstandet.
Der Schwager Theo Albrecht junior und seine Mutter Cäcilia, die Frau von Aldi-Nord-Gründer Theodor Paul Albrecht (1922–2010), werfen dem Familienstamm von Babette Albrecht vor, zu viel Geld aus dem Konzern ziehen zu wollen. Dies wird von Babettes Seite allerdings vehement bestritten. Man leiste sich keinen unangemessenen Lebensstil und sei im Übrigen daran interessiert, aktiv an einer guten Entwicklung des Konzerns mitzuarbeiten. Vielmehr seien Aussagen von Theo und Cäcilia Albrecht an „Böswilligkeit nicht zu überbieten“, heißt es in einem Schreiben. Albrecht junior gehe es in Wahrheit nur „um die Machtergreifung im Unternehmen und Ausbootung der Familie seines verstorbenen Bruders“. Albrecht junior und Cäcilia Albrecht bestreiten das.
Das Schleswig-Holsteinische Oberverwaltungsgericht entschied am 17. Dezember 2017, dass die Satzungsänderung vom Dezember 2010 mit der Begrenzung des Einflusses der Familienerben wirksam sei. Das Urteil ist rechtskräftig, die Revision wurde nicht zugelassen.